# Angel (canção de Mika Newton)
Angel é uma canção da cantora Mika Newton. Ela representou a Ucrânia no Festival Eurovisão da Canção 2011 na segunda semi-final, terminando em 6º lugar com 81 pontos, conseguindo passar á final e classificando-se em 4º lugar com 159 pontos na final.

## Letra
A letra mostra-nos o quanto o amor é precioso para encher a vida de uma pessoa; e assim o mundo torna-se melhor.